# 러즈반 루체스쿠
러즈반 루체스쿠(루마니아어: Răzvan Lucescu, 1969년 2월 17일 ~ )는 루마니아의 전직 축구 선수이자 현직 축구 감독이다. 전직 축구 선수이자 현직 축구 감독인 미르체아 루체스쿠의 아들이기도 하다.

## 수상

### 감독
라피드 부쿠레슈티
- 쿠파 로므니에이 (2): 2005–06, 2006–07

알자이시
- 카타르 스타스 컵 (1): 2012–13